# Reputation
Reputation (lat. reputatio „Erwägung“, „Betrachtung“ von reputo „berechnen“, „betrachten“, „erwägen“) bezeichnet im heutigen Sprachgebrauch das Ansehen einer Person, einer sozialen Gruppe oder einer Organisation.
Reputation ist ein Indiz dafür, wie sich jemand zukünftig verhalten wird, und erleichtert in diesem Zusammenhang zu treffende Entscheidungen. Reputation beruht auf Vertrauen und Glaubwürdigkeit, manchmal auch auf Glaube.
Reputation kann in der Terminologie Pierre Bourdieus als symbolisches Kapital verstanden werden, eine Ressource, die auf kollektiver Anerkennung des ökonomischen, kulturellen und sozialen Kapitals des Reputationsträgers basiert und diesen mit entsprechendem gesellschaftlichem Ansehen sowie „diskursiver Definitionsmacht“ ausstattet.
Bei Unternehmen zählt Reputation zum immateriellen Vermögen und ist Bestandteil des Firmenwertes wie beispielsweise auch Patente und Markenrechte.

## Definition
In der Literatur gibt es bis heute keine wirtschaftswissenschaftliche Definition von Reputation. Joachim Schwalbach zufolge gibt es zwar eine verbreitete Vorstellung, jedoch keine allgemeingültige Definition.
In der Ökonomie versteht man unter Reputation eine auf bestimmten Informationserfordernissen basierende, intertemporale und selbstdurchsetzende Anreizstruktur. Das ökonomische Konzept der Reputation ist damit eine spezielle Variante eines relationalen Vertrages und wird häufig spieltheoretisch, nämlich als wiederholtes Spiel mit unvollständiger Information, formal analysiert. Reputation weist vergangenheitsbezogene und zukunftsbezogene Elemente auf: Diejenige Person oder Institution, die eine positive Reputation erwerben (oder: in eine solche „investieren“) will, führt eine Handlung aus, um die Erwartungen des Adressaten im eigenen Sinne zu beeinflussen (Zukunftsorientierung). Es muss sich dabei nicht notwendigerweise um eine „positive“ Reputation handeln, wie die Reputation für Qualität oder Kompetenz, sondern sie kann durchaus auch negativ ausgerichtet sein. Beispielsweise geht es im kriminellen Milieu häufig darum, eine Reputation für Aggressivität, Härte und Rücksichtslosigkeit zu erwerben, weil dies vorteilhafte Machtfaktoren sind. Für die Adressaten der Reputation sollte die Handlung beobachtbar und so eindeutig wie möglich interpretierbar sein. Die Zielgruppe interpretiert das beobachtete Verhalten (Vergangenheitsorientierung) und bildet – sofern die beobachtete Handlung überzeugend war – die entsprechenden Reputationserwartungen.
Robert Burkhardt bietet folgende Arbeitsdefinitionen für den betriebswirtschaftlichen Kontext an:
- Reputation: Reputation im Sinne von Unternehmensreputation ist die Gesamtheit dessen, wie ein Unternehmen von seinen Interessengruppen unter Einbezug vergangener und zukünftiger Aspekte wahrgenommen wird. Sie ist ein Extrakt verschiedener individueller Erfahrungen, Anforderungen und kognitiver Einstellungen, die es Menschen ermöglicht, das zukünftige Verhalten eines Unternehmens und dessen Auswirkung auf ihre Bedürfnisse zu antizipieren. Aufgrund dessen ist Reputation stark abhängig vom sozio-kulturellen Umfeld. Reputation ist wertneutral. Eine positive Reputation wird charakterisiert von vier Dimensionen: Glaubwürdigkeit, Zuverlässigkeit, Vertrauenswürdigkeit und Verantwortung.
- Reputationsmanagement: Reputationsmanagement umfasst die Gesamtheit aller systematischen Unternehmensaktivitäten, die dem Aufbau, der Erhaltung und Verbesserung einer positiven Unternehmensreputation dienen. Ziel ist es, damit den Unternehmenswert dauerhaft zu steigern. Reputationsmanagement ist eine Verpflichtung zu einer verantwortungsvollen Kommunikation mit allen Interessengruppen und reflektiert die Unternehmenskultur; es ist kein opportunistisches Lippenbekenntnis.

Zur Abgrenzung Reputation und Image: Image im Sinne von Unternehmensimage repräsentiert den Gesamteindruck eines Unternehmens auf eine Person, welcher zumeist die Unternehmensidentität widerspiegelt. Vergleichbar einer Momentaufnahme ist Image ein kurzfristiges Phänomen und daher volatil. Es unterliegt permanenten Änderungen, die reflektieren, wie ein Unternehmen von seinen Zielgruppen betrachtet werden möchte. Um dies zu erreichen, kann Image mittels unidirektionaler Kommunikation (z. B. Kampagnen) schnell angepasst werden. Während Reputation darauf abzielt, den langfristigen Unternehmenswert dauerhaft zu steigern, ist Image ein Mittel, um den kurzfristigen Wert zu steigern, indem potenzielle Kunden angelockt werden.

## Historische Entwicklung
Reputation in der Form des guten oder schlechten Rufes dürfte bis ins Tier-Mensch-Übergangsfeld zurückverfolgbar sein. Sie macht uns berechenbar für andere und ist damit eine Grundvoraussetzung für das Zusammenleben in einer Gesellschaft. Betriebswirtschaftlich betrachtet, reichen die Wurzeln bis ins 18. Jahrhundert zurück. 1766 dokumentierte Adam Smith zwei Verhaltensweisen: Erstens, Betrug ist nicht profitabel, denn ein einziger Betrug kostet am Ende mehr Verträge als die Anzahl, die in derselben Zeit gewonnen werden können. Zweitens, die Bereitschaft, einen Kunden zu betrügen, ist abhängig von der Häufigkeit der Geschäfte, die gemeinsam getätigt werden. Damit war Smith der Erste, der eine Abhängigkeit zwischen dem Verhalten eines Händlers und seinem wirtschaftlichen Erfolg beschrieb, und legte den Grundstein für Reputationsmanagement.
Bis in die 1950er Jahre war Reputation in den Verkäufermärkten westlicher Industrienationen kein ernstzunehmendes Thema. Erst die 80er Jahre brachten eine Veränderung: Bedingt durch die zunehmende Globalisierung und resultierende Fusionen und Akquisitionen, gewannen weiche Faktoren an Bedeutung. 1983 führte Carl Shapiro Reputation in die moderne Literatur ein, indem er die Korrelation zwischen Qualität und Reputation analysierte. Er fand heraus, dass Reputation eine wichtige Rolle im Kaufprozess spielt, wenn bei Produkten die Qualität nicht offensichtlich erkennbar ist.
Fombrun verhalf Reputation schließlich zum Durchbruch: Mit seinem Standardwerk Reputation. Realizing Value from the Corporate Image überführte er 1996 das Thema von der Ebene wissenschaftlicher Diskussionen in das Bewusstsein von Geschäftsleuten. Ein hoher Praxisbezug und sein Ansatz, systematisch mit Reputation umzugehen, waren bis dahin einmalig.

## Bedeutung in Asien
Nach chinesischer, aber auch thailändischer Denkweise hat jeder Mensch ein Gesicht. Die beiden Begriffe dafür sind im Chinesischen mianzi (面子) und lian (脸). Das „Gesicht“ wird durch soziale Anerkennung gegeben oder durch Missachtung entzogen. Das Gesicht eines anderen zu wahren heißt, Schwachstellen nicht bloßzulegen. Wer Ansehen gibt, gewinnt damit zugleich selbst an Ansehen. Wer einem anderen das Gesicht nimmt, hat damit seines auch verloren.
Einen Gesichtsverlust nennt man das plötzliche Sinken des eigenen Ansehens. Im chinesischen wie auch thailändischen Kulturkreis wird das Gesicht auch als Meinung anderer über eine bestimmte Person verstanden. Daher kommt dem Gesichtsverlust in der chinesischen Kultur z. B. eine besondere Bedeutung zu. Auch in Schamkulturen wie dem alten Japan war ein Gesichtsverlust für die Betroffenen schwerwiegend und meist nicht reversibel. „Sein Gesicht zu verlieren“ heißt, in eine Situation gebracht worden oder geraten zu sein, in der man sich schämen muss; es ist mit dem Verlust der Ehre in morgen- und abendländischen Gesellschaften vergleichbar.

## Reputationsmanagement
Unter Reputationsmanagement versteht man eine Strategie bei einer Krise im Rahmen der Öffentlichkeitsarbeit, bestehend aus Krisenmanagement und Krisenkommunikation für Privatpersonen, öffentliche Personen, juristische Personen und Unternehmen.